# حكومة يوسف زعين الثانية
تشكلت حكومة يوسف زعين الثانية في 1 آذار 1966 بموجب المرسوم رقم 1 الصادر بتاريخ 1 آذار 1966 القاضي بتشكيل حكومة الجمهورية العربية السورية برئاسة الدكتور يوسف زعين واستمرت حتى 28 تشرين الأول 1968. نصت المادة الثانية من المرسوم على أن يتولى اللواء حافظ الأسد قائد القوى الجوية اختصاصات وسلطات وزير الدفاع إضافة إلى عمله.
هذه الحكومة هي الوزارة رقم 74 منذ استقلال سورية عن الدولة العثمانية عام 1918 والحكومة رقم 14 منذ الانفصال عن مصر.
عُدل اسم وزارة الأشغال العامة ليصبح وزارة الأشغال العامة والثروة المائية بموجب المرسوم رقم 11 لعام 1967

## التشكيل الوزاري
- الدكتور يوسف زعين، رئيساً لمجلس الوزراء
- الدكتور إبراهيم ماخوس، نائباً لرئيس مجلس الوزراء ووزيراً للخارجية
- السيد جميل شيا، وزيراً للإعلام ووزيراً للثقافة والإرشاد القومي والسياحة بالوكالة
- السيد صالح المحاميد، وزيراً للشؤون البلدية والقروية
- الدكتور مصطفى حداد، وزيراً للتربية
- اللواء ممدوح جابر، وزيراً للأشغال العامة
- السيد عبد الكريم الجندي، وزيراً للإصلاح الزراعي والزراعة
- السيد مشهور زيتون، وزيراً للتموين
- السيد محمد عيد عشاوي، وزيراً للداخلية
- السيد موفق الشربجي، وزيراً للمالية
- السيد عبد السلام حيدر، وزيراً للعدل
- السيد غالب عابدون، وزيراً للأوقاف
- السيد عبد الحميد الحسن، وزيراً للتخطيط
- السيد سميح عطية، وزيراً للمواصلات
- الدكتور عبد الرحمن الأكتع، وزيراً للصحة والإسعاف العام
- السيد محمد رباح الطويل، وزيراً للشؤون الاجتماعية والعمل
- الدكتور أحمد مراد، وزيراً للاقتصاد
- الدكتور أسعد تقلا، وزيراً للصناعة
- الدكتور عبد الله واثق شهيد، نائباً لوزير التربية لشؤون التعليم العالي

## تعديل الوزارة الأول
أُعيد تأليف الوزارة بالمرسوم رقم 1758 الصادر بتاريخ 16 تشرين الأول 1966 المنشور بالجريدة الرسمية العدد /48/ لسنة 1966 على النحو التالي:
- الدكتور يوسف زعين، رئيساً لمجلس الوزراء
- الدكتور إبراهيم ماخوس، نائباً لرئيس مجلس الوزراء ووزيراً للخارجية
- السيد فائز الجاسم، وزيراً للزراعة والإصلاح الزراعي
- السيد صالح المحاميد، وزيراً للشؤون البلدية والقروية
- اللواء ممدوح جابر، وزيراً للأشغال العامة والثروة المائية
- السيد سليمان الخش، وزيراً للتربية
- السيد مشهور زيتون، وزيراً للتموين
- السيد محمد عيد عشاوي، وزيراً للداخلية
- السيد موفق الشربجي، وزيراً للمالية
- السيد غالب عابدون، وزيراً للأوقاف
- السيد عبد الحميد الحسن، وزيراً للتخطيط
- السيد سميح عطية، وزيراً للمواصلات
- الدكتور عبد الرحمن الأكتع، وزيراً للصحة
- السيد محمد رباح الطويل، وزيراً للشؤون الاجتماعية والعمل
- الدكتور أحمد مراد، وزيراً للاقتصاد والتجارة الخارجية
- الدكتور أسعد تقلا، وزيراً للنفط والكهرباء وتنفيذ المشروعات الصناعية
- السيد محمد الزعبي، وزيراً للإعلام ووزيراً للثقافة والإرشاد القومي بالوكالة
- الدكتور عبد الله واثق شهيد، وزيراً للتعليم العالي
- السيد أدهم مصطفى، وزيراً للدولة
- السيد فتح الله علوش، وزيراً للعدل
- السيد زهير الخاني، وزير دولة لشؤون مجلس الوزراء
- المهندس عدنان عزوز، وزيراً للصناعة

## تعديل الوزارة الثاني
أُعيد تأليف الوزارة بالمرسوم رقم 1365 الصادر بتاريخ 28 أيلول 1967 المنشور بالجريدة الرسمية العدد /48/ لعام 1967 على النحو التالي:
- الدكتور يوسف زعين، رئيساً لمجلس الوزراء
- الدكتور إبراهيم ماخوس، نائباً لرئيس مجلس الوزراء ووزيراً للخارجية
- السيد فائز الجاسم، وزيراً للزراعة والإصلاح الزراعي
- السيد محمد عيد عشاوي، وزيراً للداخلية
- السيد محمد رباح الطويل، وزيراً للشؤون الاجتماعية والعمل
- الدكتور حبيب حداد، وزيراً للإعلام
- اللواء ممدوح جابر، وزيراً للأشغال العامة والثروة المائية
- السيد سليمان الخش، وزيراً للتربية
- السيد موفق الشربجي، وزيراً للمالية
- السيد غالب عابدون، وزيراً للأوقاف
- السيد سميح عطية، وزيراً للمواصلات
- السيد زهير الخاني، وزيراً للاقتصاد والتجارة الخارجية
- المهندس عدنان عزوز، وزيراً للصناعة
- السيد فائز إسماعيل، وزيراً للشؤون البلدية والقروية
- السيد إحسان السبيناتي، وزيراً للعدل
- الدكتور أحمد الحسن، وزيراً للنفط والكهرباء وتنفيذ المشاريع الصناعية
- الدكتور مصطفى السيد، وزيراً للتعليم العالي
- الدكتور زكريا خياطة، وزيراً للصحة
- السيد حمود القباني، وزير دولة لشؤون التخطيط
- السيد سهيل الغزي، وزيراً للثقافة والإرشاد القومي
- السيد محمد طلب هلال، وزيراً للتموين

## روابط خارجية
- مجلس الوزراء السوري
- الحكومات السورية على موقع رئاسة مجلس الوزراء
- الحكومات السورية على موقع مجلس الشعب السوري
- وزارات الدولة على بوابة الحكومة الإلكترونية السورية
- الوزارات والهيئات الحكومية على موقع مجلس الشعب السوري